# Patton Village
Patton Village é uma cidade localizada no estado norte-americano do Texas, no Condado de Montgomery.

## Demografia
Segundo o censo norte-americano de 2000, a sua população era de 1391 habitantes.
Em 2006, foi estimada uma população de 1515, um aumento de 124 (8.9%).

## Geografia
De acordo com o United States Census Bureau tem uma área de
5,4 km², dos quais 5,0 km² cobertos por terra e 0,4 km² cobertos por água.

## Localidades na vizinhança
O diagrama seguinte representa as localidades num raio de 16 km ao redor de Patton Village.